# 菲什曼宣誓書
國際山達基教會於1993年以誹謗罪起訴了史蒂芬·菲什曼（Steven Fishman），因其稱接受教會指示需要先謀殺自己的心理醫生烏韋·格爾茨（Uwe Geertz），然後自殺。此爲美國聯邦案件“國際山達基教會訴菲什曼和格爾茨 (Fishman and Geertz)”（案件編號 CV 91-6426 (HLH (Tx) ，加州中區地方法院）。

在庭審過程中，自稱為山達基人的菲什曼所提交的一系列法庭宣誓文件，包含了對山達基教會的批評以及大量的關於“運作中的希坦”的聽析步驟和課程材料。

## 國際山達基教會訴菲什曼和格爾茨案
這些文件是作為史蒂芬·菲什曼1993年4月9日在國際山達基教會訴菲什曼和格爾茨案中所作聲明的附件提交的。蒂莫西·鲍尔斯与肯德里克·莫克森、劳里·巴蒂尔森一起，是本案山達基教會的首席律师。
菲什曼向法庭承認他代表教會犯下了罪行。他也證實，他被指派謀殺其心理醫生乌韦·格尔茨 (Uwe Geertz)，然后自殺。三年前，菲什曼因郵件詐欺被判有罪，他聲稱自己被教會洗腦，而且犯下這一罪行是為了支付山達基課程的費用。法庭駁回了菲什曼的辯護，不久後他被山達基教會以誹謗罪起訴。
作为證據，菲什曼提交了課程材料，據稱這些材料是他從山達基人埃利·博尔格 (Ellie Bolger) 那里购买的。專家證人理查德·奥夫舍（Richard Ofshe）為他辯護。山達基教會稱這些資料是被盗的，并认为这些文件受著作權保護，属于商业机密。除其他材料外，该宣誓书还包含61页有关茲努的涉嫌商业秘密和有版權的故事。
菲什曼宣誓書包含大量来自旧版的“運作中的希坦”的文本。菲什曼宣誓书中的《OT一》至《OT七》資料被视为真实版本，因为山達基教的宗教技術中心對在互联网上發佈的內容提起了著作權訴訟。许多人认为菲什曼对《OT八》的描述中包含了对耶稣是恋童癖的指控。宗教技術中心宣称对宣誓書上“運作中的希坦”所有級別的描述擁有著作權，但其後修改了主張，刪除了對《OT八》的描述並稱其為僞造。菲什曼声称，他的《OT八》是从奥夫舍那里获得的，这与其他《OT》各卷的来源不同。 
1994年，山達基教會撤销了对菲什曼和格尔茨的诽谤诉讼。 
該案的一個重要面向是，山達基教會的幾名高級官員、首席律師以及前高級教徒向法庭提交了他們為山達基教會活動的聲明，從而讓人們得以了解到山達基教會管理層的內部動態。
提交聲明的人有：
- 宗教技術中心前高管理查德·阿斯纳兰和维姬·阿斯纳兰
- 乔纳森·爱泼斯坦（Jonathan Epstein），時任國際山達基教會的國際财务总监
- 纪尧姆·莱瑟夫（Guillaume Lesevre），時任國際山達基教會执行董事
- 大衛·密斯凱維吉（David Miscavige），宗教技術中心董事会主席
- 雷蒙德·米索夫（Raymond Mithoff），時任國際山達基教會高級國際案件監督員
- 托马斯·斯普林（Thomas Spring），時任國際山達基教會稅務律師
- 诺曼·斯塔基（Norman Starkey）当时是作者服务公司（Author Services Inc.）的执行董事。
- 安德烈‧塔巴約永（André Tabayoyon） ，前國際山達基教會安全官員
- 威廉·沃尔什（William Walsh），山達基教會各組織的律師
- 马克·雅格（Marc Yager） ，時任國際山達基教會监督委员会主席
- 莫妮克·英格林（Monique Yingling），時任國際山達基教會稅務律師
- 罗伯特·沃恩·杨（Robert Vaughn Young） ，英國守護者辦公室和作者服務公司前发言人。
- 斯泰西·布鲁克斯·杨（Stacy Brooks Young） ，美国特別事務辦公室前官员

## 網路發佈
儘管山達基教會試圖透過不斷借閲宣誓書來阻止其他人取得該文件，但這份資料及其附件的內容還是被前山達基教徒阿尼·萊爾馬（Arnie Lerma）掃描，轉換成文本，並發佈到Usenet新聞組alt.religion .scientology上。該資料隨後被David S. Touretzky放到了萬維網上。
1995年8月，萊爾馬在新聞組發布的文章導致警方突襲了他的住所，理由是侵犯了材料版權，並引發了宗教技術中心（山達基教）訴阿納爾多·萊爾馬、理查德·萊比和《華盛頓郵報》一案。美國聯邦法官萊昂尼·布林克馬（Leonie Brinkema）裁定，雖然理查德·萊比和《華盛頓郵報》沒有侵犯版權，但萊爾馬仍需承擔責任並被處以2,500美元罰款，山達基教會無需承擔任何費用。布林克馬法官也表示，該案的主要動機是「扼殺對山達基教的批評，並騷擾其批評者。」
在發佈到新聞群組後，這些文件在全球數百個網站上被鏡像。作為回應，山達基教會起訴了一些人及其網路服務供應商侵犯版權。被告對此作出回應，要求教會證明其確實是這些文件的版權持有者。
與此相關的另一個引人注目的案件是針對荷蘭作家卡琳·斯潘克的案件。教會以複製來源資料侵犯版權為由提起訴訟，並聲稱改寫會洩露商業機密。 2003年，斯潘克贏得了訴訟，法院裁定她對山達基教著作的引用是可以接受的，並對山達基教試圖阻止討論其教義的行為表示擔憂。教會提出了上訴，但在2005年3月總檢察長向法庭給出負面上訴意見後，教會撤訴了。2005年12月，法院駁回上訴，維持原判。由於教會放棄了此案，因此已沒有進一步上訴的機會。該裁決還推翻了先前影響超連結的裁決。
教會的批評者指責教會故意將這些案件和其他案件中的訴訟當作針對公眾參與的策略性訴訟，目的是壓制反對者的聲音，製造寒蟬效應。史蒂芬·菲什曼的批評者們出示了山達基教會高管肯尼斯·D·朗的證詞，該證詞稱，菲什曼曾接受過山達基教會使團的服務，參加過一些入門課程，從未為教會或其附屬機構公民人權委員會工作過，也沒有在邁阿密主教會接受過任何旁聽或參加過任何課程，這些都與他的說法相矛盾。維姬·阿斯納蘭（Vicki Aznaran）曾是一名山達基教徒，她曾參與反山達基訴訟，後來作為與山達基達成和解的一部分撤回了她的指控。她透過山達基律師發表聲明，稱史蒂芬·菲什曼和其他教會批評者提出的各種指控均不屬實，與她之前在國際山達基教會訴菲什曼和格爾茨案中發表的陳述相矛盾。

## 菲什曼與山達基教會的關係
在案件發生後的幾十年裡，菲什曼與山達基教會的關係引發了大量爭議。最初，質疑菲什曼是否參與其中的指控完全來自教會及其法律團隊本身，他們提起了誹謗訴訟，並承認菲什曼不在他們的記錄中。2015年，著名的山達基教批評家托尼·奧爾特加（Tony Ortega）發表了一篇揭露該事件的文章，其中他將菲什曼描述為“松鼠”或獨立山達基教徒。他對菲什曼的描述如下：
“真正的長期山達基教徒會告訴你，[菲什曼]書中的材料，以及菲什曼對他臭名昭著的一組視頻的聲明（由他的律師錄製，向法庭證明菲什曼是一個瘋子）證明菲什曼從來都不是山達基教徒，但是一個瘋子，他積累了一個巨大的山達基材料庫，他仔細研究了這些材料，這樣他就可以像知道自己在說什麼一樣說話——至少對於外行人來說。”——托尼·奧爾特加，Why Steve Fishman — of the notorious Fishman Papers — is today serving 21 years in prison

除了沒有列出史蒂芬·菲什曼在山達基教的所作所為外，在他的書《孤獨的松鼠》中提到的許多現已前山達基教徒都斷然駁斥了書中提到的事件，並否認完全認識他。菲什曼一直聲稱，他分別從兩名海洋機構成員那裡獲得了 I-VII 級和 VIII 級 OT 證書。儘管奧特加對此表示懷疑，但他表示，儘管如此，他仍然相信這份文件是真實的。
“當我們開始閱讀《孤獨的松鼠》時，我們意識到其中提到的一些人，20年後已經從教會裏走出來了。因此我們聯繫了他們，他們向我們證實了書中與他們相關的任何內容實際上都沒有發生。 《孤獨的松鼠》是一部極具創意的虛構作品，其中有足夠多的真實名字、地點以及 L. 羅恩·賀伯特作品中的引述，使其具有真實性。”——托尼·奧爾特加，Why Steve Fishman — of the notorious Fishman Papers — is today serving 21 years in prison

## 外部鏈接
- . Home page. 史蒂芬·菲什曼.
- . A press release by Steven Fishman. 史蒂芬·菲什曼.
- . Read the full Fishman Affidavit, or go to OT III immediately. Karin Spaink. September 1995.